# Atypophthalmus (Atypophthalmus) stylacanthus
Atypophthalmus (Atypophthalmus) stylacanthus is een tweevleugelige uit de familie steltmuggen (Limoniidae). De soort komt voor in het Palearctisch gebied.